# Pseudocatharylla mariposella
Pseudocatharylla mariposella là một loài bướm đêm trong họ Crambidae.